# Brachionidium furfuraceum
Brachionidium furfuraceum är en orkidéart som beskrevs av Carlyle August Luer. Brachionidium furfuraceum ingår i släktet Brachionidium och familjen orkidéer. Inga underarter finns listade i Catalogue of Life.